# 勝木健太
勝木 健太（かつき けんた、1986年11月9日 - ）は、日本の実業家、経営コンサルタント、著述家。

## 経歴
滋賀県に生まれる。幼少期7年間をシンガポールで過ごす。2011年京都大学工学部電気電子工学科を卒業後、2011年に新卒で三菱UFJ銀行に入社。その後、PwCコンサルティング、監査法人トーマツを経て、フリーランスの経営コンサルタントとして独立。約1年間にわたり、大手消費財メーカー向けの新規事業開発／デジタルマーケティング関連のプロジェクトに参画した後、2019年6月に株式会社And  Technologiesを創業。代表取締役に就任。大手企業のデジタル領域を変革する経営コンサルティング事業に従事する傍ら、キャリア情報サイト「FIND CAREERS」を創設。また、姉妹サイトとして、「転職サイトZ」「転職エージェントZ」「医師転職Z」「看護師転職サイトZ」「英会話教室Z」「プログラミング教室Z」等の複数の情報サイトを展開している。 趣味はサウナ、赤坂オリエンタルをホームサウナとする。

## 著作（含む執筆・翻訳協力）
- 『未来市場2019-2028』日経BP社、2017年12月18日
- 『ブロックチェーン・レボリューション ――ビットコインを支える技術はどのようにビジネスと経済、そして世界を変えるのか』ダイヤモンド社、2016年12月2日、ISBN 978-4478069967[2]
- 『ブロックチェーン白書2019』N.Avenue、2019年8月29日[3]